# Isola della volpe
L'Isola della volpe (Fox Island o Renard Island in inglese) è un'isola all'imboccatura della baia della Resurrezione nei pressi della cittadina di Seward della penisola di Kenai (Alaska).

## Geografia
L'isola, con andamento nord-sud, lunga 5,4 km e larga 3,2 km, è principalmente montuosa composta da 3 picchi (rispettivamente da nord a sud 450, 368 e 415 m s.l.m.) e relative selle tra di loro. Tra i due picchi più a sud (lato occidentale) si trova l'insenatura Sunny Cove; mentre a est i resti di una morena glaciale hanno creato una laguna protesa verso la costa (Penisola della Resurrezione - Resurrection Peninsula) con il Sandspit Point. L'isola è separata dalla penisola della Resurrezione (nella penisola di Kenai) dallo stretto di Eldorado (larghezza minima 300 metri) e si trova vicino ad altre due isole: Hive Island e Rugged Island.

## Storia
Il nome dell'isola deriva per l'allevamento delle volpi praticato, oltre che nell'isola di questa voce, anche in altre isole dell'Alaska dagli inizi del 1900. Le volpi erano allevate per le loro pellicce.

## Turismo
Fox Island è una destinazione popolare per il kayak, il campeggio e le escursioni in estate. L'isola, durante il periodo turistico, è raggiunta giornalmente da escursioni in barca con partenza da Seward. Sull'isola sono presenti due resort.  Inoltre, l'isola contiene due parchi statali: il "Sandspit Point State Marine Park" e il "Sunny Cove State Marine Park".

## Alcune immagini dell'isola

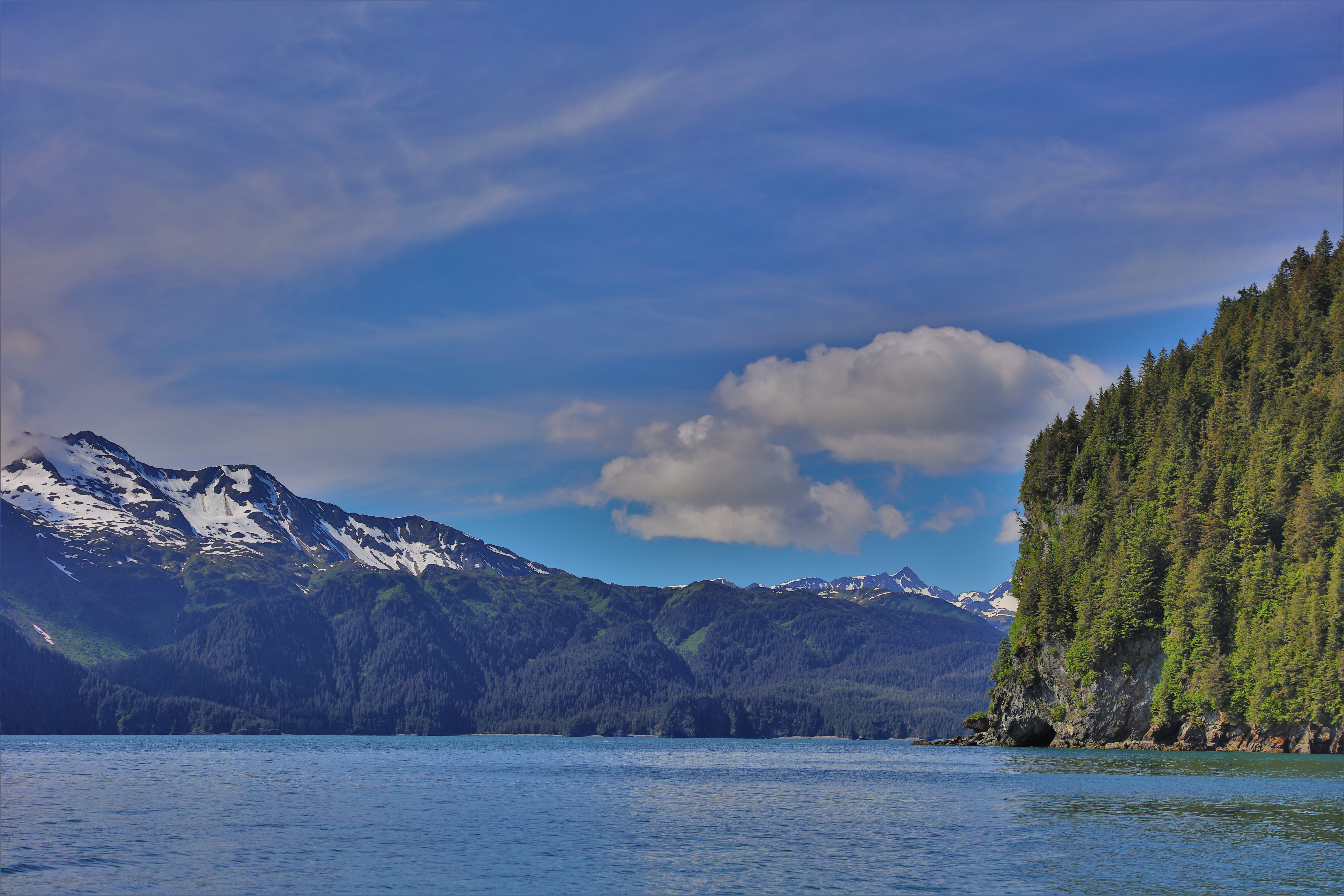
Panorama dall'isola
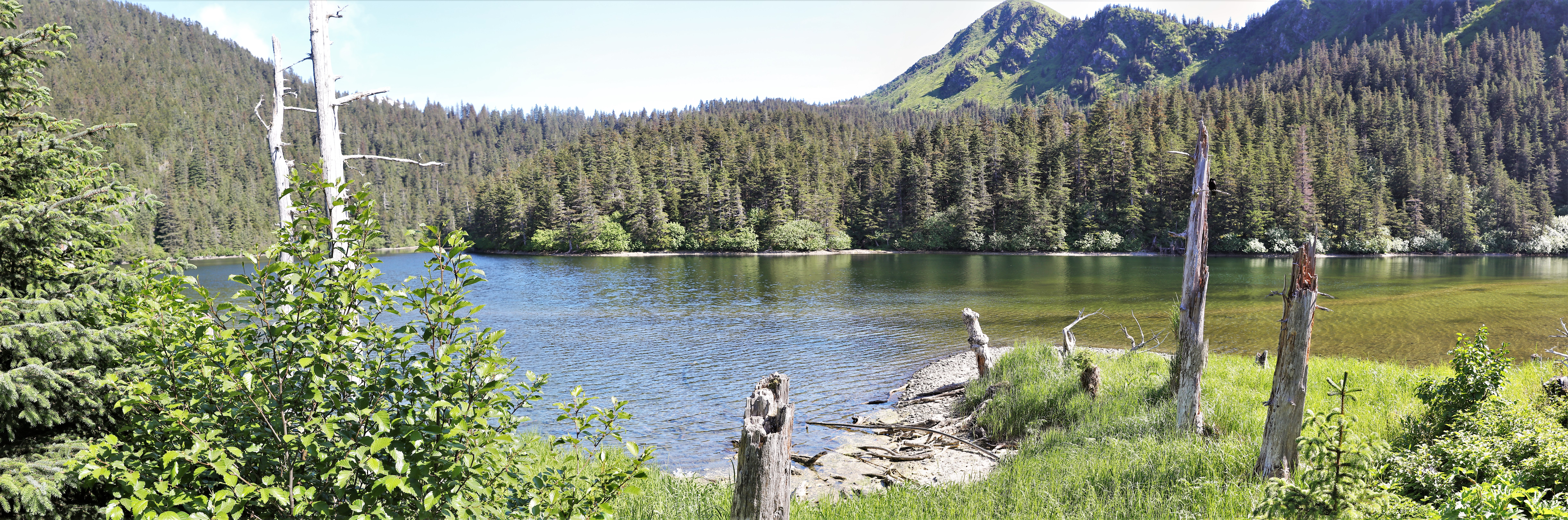
La laguna interna